# ناحیه الاربعاء نایث ایراثن
ناحیه الاربعاء نایث ایراثن (به عربی: دائرة الأربعاء نایث إیراثن) یک منطقهٔ مسکونی در الجزایر است که در استان تیزی وزو واقع شده‌است. ناحیه الاربعاء نایث ایراثن ۸۶٫۷۳ کیلومتر مربع مساحت و ۴۶٬۸۳۱ نفر جمعیت دارد.